# Margrit Wetzel

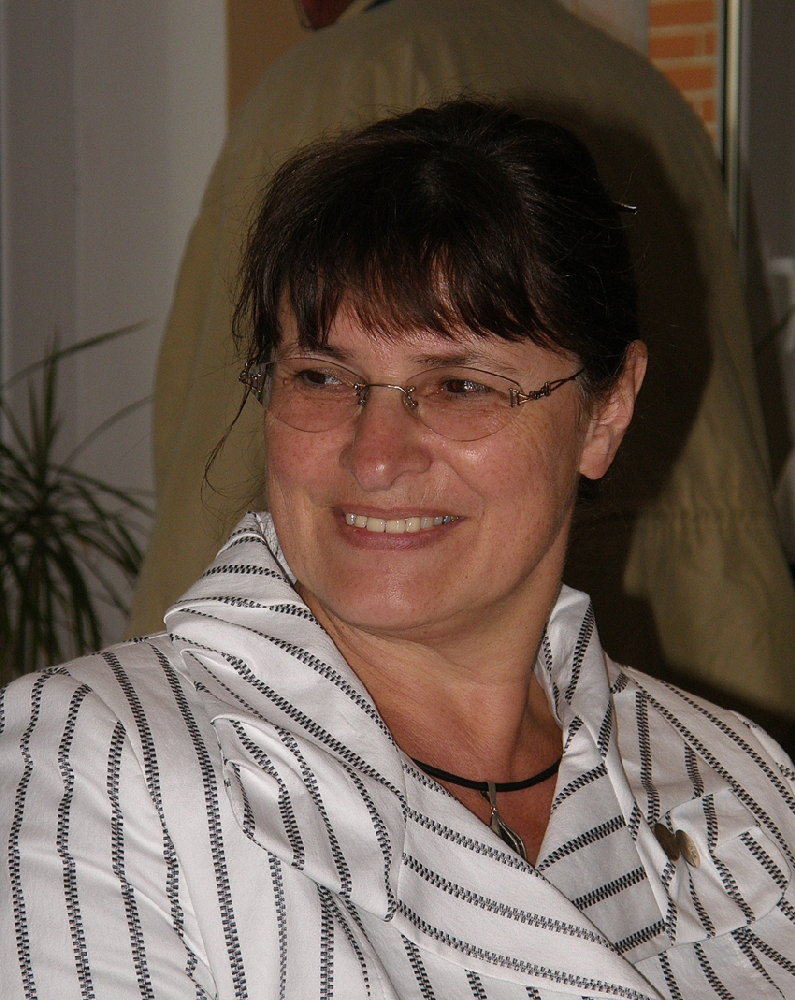
Margrit Wetzel (2008)

Margrit Wetzel geb. Brüggen (* 8. April 1950 in Hamburg; † 14. Mai 2021) war eine deutsche Politikerin (SPD).

## Leben und Beruf
Nach der mittleren Reife 1967 absolvierte Margrit Wetzel eine Lehre als Hotel- und Gaststättengehilfin im Hamburger Hotel „Vier Jahreszeiten“ und war dort anschließend als Einkaufsassistentin tätig. 1975 begann sie ein Studium an der Hochschule für Wirtschaft und Politik in Hamburg, welches sie 1978 als Volkswirtin (grad.) beendete. Danach absolvierte sie noch ein Studium der Philosophie, Psychologie und Soziologie an der Universität Hamburg, das sie 1984 als Magister Artium (M.A.) abschloss. 1988 erfolgte hier auch ihre Promotion zum Dr. phil. mit der Arbeit „Kriterien politischer Gerechtigkeit – zur Aktualität Kants“.
Margrit Wetzel hatte zwei Kinder.

## Partei
Margrit Wetzel trat 1978 in die SPD ein und gehörte von 1985 bis 2000 dem Vorstand des SPD-Unterbezirks Stade an, von 1996 bis 2000 als dessen Vorsitzende.

## Abgeordnete
Von 1991 bis 2011 gehörte sie dem Kreistag des Landkreises Stade an.
Margrit Wetzel war von 1990 bis 1994 erstmals und wiederum von 1998 bis 2009 Mitglied des Deutschen Bundestages. Hier war sie von 2002 bis 2005 stellvertretende Vorsitzende des Ausschusses für Verkehr, Bau- und Wohnungswesen. Von 2005 bis 2009 war sie Lotsin der SPD-Küstengang.
Margrit Wetzel ist 1990 über die Landesliste Niedersachsen und seit 1998 stets als direkt gewählte Abgeordnete des Wahlkreises Stade – Rotenburg I bzw. seit 2002 des Wahlkreises Stade – Cuxhaven in den Bundestag eingezogen. Bei der Bundestagswahl 2005 erreichte sie hier 48,1 % der Erststimmen. Im neu zugeschnittenen Wahlkreis Stade I – Rotenburg II unterlag sie bei der Bundestagswahl 2009 mit 33,4 % der Erststimmen Martina Krogmann (CDU) und schied damit aus dem Parlament aus.

## Gesellschaftliche Ämter
Margrit Wetzel war von 2011 bis zu ihrem Rücktritt am 7. Juni 2013 Präsidentin der Deutschen Seemannsmission.